# Der Kampf (1931)
Der Kampf ist ein US-amerikanisches Filmdrama aus dem Jahre 1931 von D. W. Griffith über einen Mann und seinen lebenslangen Kampf mit seiner Alkoholsucht.

## Handlung
Im Zentrum des einen Handlungszeitraum von zwei Jahrzehnten (1911 bis 1931) umfassenden Geschehens steht der ebenso einfache wie labile Arbeiter Jimmie Wilson, der sein Leben einfach nicht in den Griff bekommt und nicht den sozialen Aufstieg schafft, so sehr er sich auch bemüht. Die Weltwirtschaftskrise und die damit einhergehende Prohibition lassen ihn immer weiter abstürzen und zum Trinker von schwarz gebranntem Alkohol werden. Dann aber wird er häufig aggressiv, ausfallend und kaum mehr kontrollierbar. Auf kleine und kurze Erfolgserlebnisse folgen immer wieder und immer häufiger Abstürze. Jimmie droht den titelgebenden Kampf zu verlieren.
Als er die junge Florrie kennen lernt, verlieben sich beide und heiraten schließlich. Bald kommt ihre Tochter zur Welt. Doch Jimmies Lebensrhythmus ändert sich dadurch nicht. Weiterhin greift er zur Flasche und droht mehr und mehr zum Alkoholiker zu werden. Seine aufopfernde und leidensfähige Florrie reibt sich auf, um Jimmie vom Schnaps wegzubekommen – ohne Erfolg. Auch Jimmies Schwester Nan, die seinetwegen sogar die Verlobung mit ihrem Freund Johnnie löst, um sich ganz um ihn zu kümmern, kann Jimmie nicht helfen. Erst als Jimmies Alkoholismus seine Ehe zu sprengen droht, reißt dieser sich endlich zusammen, und er unternimmt erste Schritte, um von der Sucht loszukommen und wieder Arbeit zu finden. Nun scheint auch Nans Glück mit Johnnie nichts mehr im Wege zu stehen.

## Produktionsnotizen
Der Kampf war Griffiths zweiter Tonfilm und zugleich seine letzte Filmregie überhaupt. Der Film feierte seine Uraufführung am 10. Dezember 1931. In Deutschland lief der Film nicht in den Kinos an, sondern erlangte eine Fernsehpremiere am 6. Januar 1975 im ZDF.
Die 27-jährige österreichischstämmige Theaterschauspielerin Zita Johann gab hier ihren Einstand vor der Kamera. Hauptdarsteller Hal Skelly war ebenfalls primär Theaterschauspieler und spielte in insgesamt nur zehn Filmen. Er starb 1934 im Alter von 43 Jahren bei einem Autounfall.
Der Film besitzt stark autobiographische Züge, da auch Griffith sein Leben lang schwerwiegende Alkoholprobleme besaß.

## Kritiken
Der Film war, trotz seiner Meriten, ein großer kommerzieller wie Kritiker-Misserfolg und ließ in Griffith denn Entschluss reifen, sich aus der Branche zurückzuziehen.

„Nach seiner letzten Arbeit, dem weithin unterschätzten und von hämischen Kritiker-Kommentaren begleiteten Trinker-Melodram „Der Kampf“, das ein sozial engagiertes Problemstück von großer inszenatorischer Dichte war und von einer überzeugenden Darsteller-Crew getragen wurde, war Griffiths Regie-Karriere beendet.“

Im Lexikon des Internationalen Films heißt es: „Filmhistorisch aufschlußreicher letzter Film des amerikanischen Kinopioniers Griffith.“

„Eine langweilige und getränkte Nacherzählung mit dem Geschimpfe aus alten Zeiten und ein wenig Drama …“